# Bernhard Erdmannsdörffer

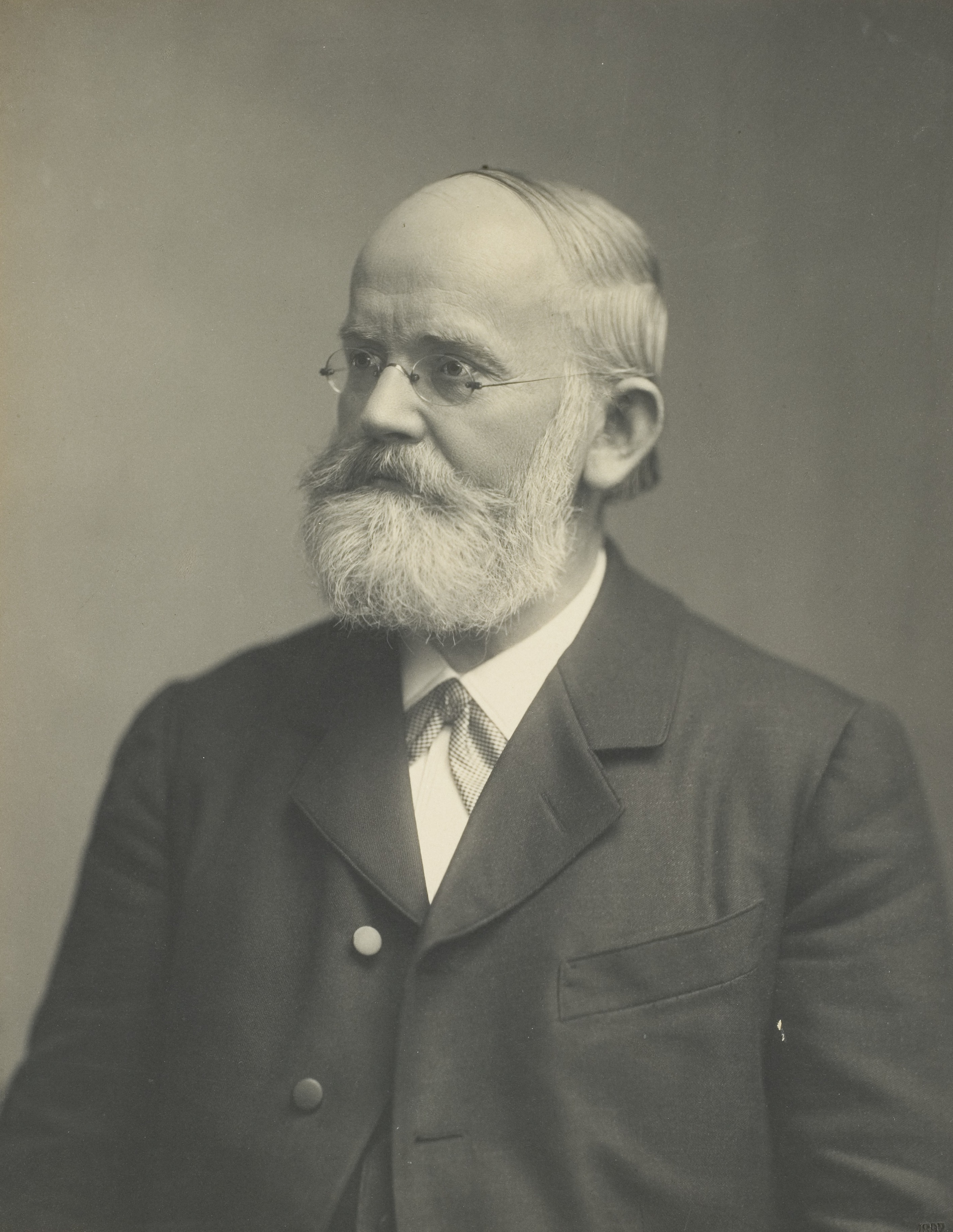
Bernhard Erdmannsdörffer

Bernhard Erdmannsdörffer (* 24. Januar 1833 in Altenburg; † 1. März 1901 in Heidelberg) war ein deutscher Historiker.

## Leben und Wirken
Bernhard war der Sohn des Kaufmanns Friedrich Eduard Erdmannsdörffer (1797–1873) und Marie Sophie, geb. Zinkeisen (1800–1839). Er studierte ab 1852 klassische Philologie und Geschichte in Jena und promovierte bei Johann Gustav Droysen. Während seines Studiums wurde er Mitglied der Burschenschaft Teutonia Jena. Die Burschenschaft Allemannia Heidelberg ernannte ihn 1886 zum Ehrenmitglied.
Er war Bruder von Adolph Erdmannsdörffer, der 1845 in Wöllnitz bei einem Duell umkam. Er wurde Hauslehrer in Venedig, wo er sich für die Beziehungen der Republik Venedig mit Deutschland zu interessieren begann. Nach Deutschland zurückgekehrt widmete er seine Habilitationsschrift diesem Thema. Als Mitarbeiter der Münchner Historischen Kommission weilte er zum Aktenstudium erneut längere Zeit in Italien.
Ab 1861 arbeitete er mit Droysen und Maximilian Duncker (1811–1886) in Berlin am Mammutwerk Urkunden und Actenstücke zur Geschichte des Kurfürsten Friedrich Wilhelm von Brandenburg, das erst 1930 mit dem 23. Band abgeschlossen werden sollte. Ab 1862 war Erdmannsdörffer Privatdozent an der Berliner Universität, ab 1864 auch an der Kriegsakademie. 1871 wurde er ordentlicher Professor für neuere Geschichte an der Universität Greifswald, 1873 an der Universität Breslau und 1874 als Nachfolger von Heinrich von Treitschke an der Universität Heidelberg, wo er bis zu seinem Tode lehrte. Max Weber, der zum Mitbegründer der deutschsprachigen Soziologie zusammen mit Ferdinand Tönnies und Georg Simmel wurde, hatte auch Geschichte bei ihm gehört.
Ab 1897 war er korrespondierendes Mitglied der Preußischen Akademie der Wissenschaften. Er war Mitglied in der Badischen Historischen Kommission. 1894 erhielt er den Verdunpreis.
Seine antisemitische Einstellung wird im Briefwechsel seiner Frau Anna mit ihrer Mutter erwähnt, außerdem bescheinigte er seinem Schwiegervater Gustav Lenz „die Gründung von fünf guten deutschen Familienständen [...] Und kein Tropfen falschen Semitenblutes dabei …“.
Erdmannsdörffer heiratete 1874 Anna, geb. Lenz (1854–1892). Sein Sohn Otto Erdmannsdörffer (1876–1955) war Professor für Geologie und Mineralogie in Hannover und Heidelberg. Von seinen vier Töchtern heirateten zwei, nämlich Hanna und Sophie, den Schriftsteller Heinrich Lilienfein (1879–1952).

## Schriften
- De prytaniis atticis (Dissertation, Universität Jena).
- De commercio quod inter Venetos et Germaniae civitates aevo medio intercessit (Habilitationsschrift, Universität Jena, 1858). Deutsch: Über die Depeschen der venezianischen Gesandten, mit besonderem Bezug auf Deutschland. In: Berichte der Kgl. Sächsischen Gesellschaft der Wissenschaften, Philosophisch-historische Classe. 1857, S. 38–85.
- Herzog Karl Emanuel von Savoyen und die deutsche Kaiserwahl von 1619 (Habilitationsschrift, Universität Berlin). Veit, Leipzig 1862.
- Graf Georg Friedrich von Waldeck. Reimer, Berlin 1869.
- Der Große Kurfürst. Brockhaus, Leipzig 1879.
- Politische Correspondenz Karl Friedrichs von Baden: 1783–1806. 5 Bände. Winter, Heidelberg 1888–1901 (ab Band 3 gemeinsam mit Karl Obser).
- Deutsche Geschichte vom Westfälischen Frieden bis zum Regierungsantritt Friedrichs des Großen. 1648–1740. 2 Bände. Grote, Berlin 1892–1893 (= Allgemeine Geschichte in Einzeldarstellungen. Geschichte der Neueren Zeit, Bd. 7,1–2).
- Mirabeau. Velhagen & Klasing, Bielefeld u. a. 1900.
- Kleinere historische Schriften. 2 Bände. Mit einem biographischen Geleitwort hrsg. von Heinrich Lilienfein, A. Rüsch Verlag, Großenwörden 1927.